# كورينج
کورینگ هي مدينة تقع في إيران في سيستان وبلوتشستان. يقدر عدد سكانها بـ 504 نسمة .